# Lepidagathis peniculifera
Lepidagathis peniculifera är en akantusväxtart som beskrevs av Spencer Le Marchant Moore. Lepidagathis peniculifera ingår i släktet Lepidagathis och familjen akantusväxter. Inga underarter finns listade i Catalogue of Life.